# El Socorro (Santander)
Socorro, fundado en 1683, es un municipio del departamento de Santander. Está localizado a 121 kilómetros de Bucaramanga. El municipio tiene una gran influencia en la historia de Colombia y en la constitución de su Estado, pues allí se llevó a cabo una serie de hechos importantes encaminados a la Independencia de Colombia, como la Insurrección de los Comuneros en 1781, contra las alzas tributarias consecuencia de las reformas borbónicas, y la firma de la primera Acta de Independencia del país, fechada 10 días antes de la proclamada Acta de Independencia en Santafé. Hace parte de la Red de pueblos patrimonio de Colombia.

## Historia
Socorro fue fundado el 16 de junio de 1683 por don José de Archila y don José Díaz Sarmiento; obtuvo su parroquia al año siguiente, así como el estatuto de ciudad, perteneciendo a la provincia de Tunja. El 25 de octubre de 1771 obtuvo el título de Villa  bajo el apelativo de "Villa muy Noble y Leal" otorgado por Carlos III, adscrita a la ciudad de Tunja. Fue una de las principales ciudades del Nuevo Reino de Granada durante la época colonial; llegó a tener una población de 12000 habitantes en el siglo XVIII, cuando fue capital de la provincia del mismo nombre. Fue primer productor de maderas finas, aguamiel, melaza, palo de tinte y era centro en la producción de artesanías, textiles de algodón y fique y de cultivo de tabaco, con una población muy laboriosa en este campo. En 1781 fue el foco principal de la insurrección de los comuneros y en su plaza Manuela Beltrán rompió el edicto de impuestos del Rey. Durante la época de independencia, Socorro fue un escenario insurreccional en el cual se destacó la figura de Antonia Santos Plata. Además, entre el 14 de septiembre de 1861 y el 24 de marzo de 1886 fue capital del Estado Soberano de Santander.
La segunda mitad del siglo XIX representó una época de declive para la ciudad, que vio hundida su actividad económica (especialmente la textil) ante la declaración de libre comercio hecha por los gobernantes liberales y su preferencia por un modelo agroexportador. Tal declive implicó la pérdida de su condición de capital departamental, que desde entonces pasó a ser Bucaramanga, ciudad que emergió beneficiada por el mismo modelo que representó el estancamiento para Socorro.
Desde 1887 cambió su régimen jurídico, como sucedió con sus similares en todo el país, por el de Municipio de Socorro.
Desde finales del siglo XX y comienzos del XXI, Socorro ha venido convirtiéndose poco a poco en un epicentro del turismo de aventura, y del ecoturismo, del cual se ha beneficiado toda la región circundante.
Entre los ciudadanos ilustres del municipio figuran: próceres de la independencia como Manuela Beltrán, el músico José A. Morales, famoso compositor de música folclórica conocido por dedicarle a Socorro la canción 'Pueblito Viejo'. También son conocidos de Socorro los pintores Oscar Rodríguez Naranjo y Saturnino Ramírez, así como el historiador Horacio Rodríguez Plata y la antropóloga Virginia Gutiérrez de Pineda, reconocida antropóloga que aparece en la nueva familia de billetes de Colombia en el billete de $10.000.

## Geografía

### Situación geográfica del Socorro
- Extensión total: 122,1 km²
- Extensión área urbana: 219,5 ha
- Extensión área rural: 11 990,5 ha
- Altitud (metros sobre el nivel del mar): 1230 m s. n. m.
- Distancia de referencia: 278 km (6 h) de la Capital de la República y 121 km (2.30 h) de la Capital del Departamento

### Límites del municipio
Sus límites territoriales son: al norte, con los Municipios de Cabrera y Pinchote; al sur, con Confines y Palmas del Socorro; al oriente, con Páramo; al occidente, con Simacota y Palmar.

### Datos administrativos
- NIT: 890 203 688 - 8
- Código Dane: 68 755

### Clima y vegetación
La mayor parte del área donde se asienta Socorro corresponde a la climatología que se presenta en el bosque húmedo premontano (1.200 a 2.000 m s. n. m.) y el bosque seco tropical (900 a 1.200 m s. n. m.). La temperatura máxima alcanza los 33 °C y la mínima 11 °C, con un promedio de 24 °C. Su pluviosidad se acentúa entre los meses de abril y octubre mientras que la temporada comprendida entre los meses de enero y marzo es la más seca.

### Hidrografía
Hoy la hidrográfica del Río Suárez: nace en la laguna de Fúquene (Boyacá) y entra a Santander por el sur, unida al Río Chicamocha, para recibir al Río Fonce en el sector de Baraya. El río Suárez, en su recorrido, es tributado por las aguas de la quebrada La Honda con sus afluentes: la quebrada La Ventana, cañada del Horno; las quebradas La Lajita, Platanitos, Las Lajas, La Verdina, Miralindo; la cañada el Espanto, y la quebrada Barirí.

## Economía
La estructura económica del municipio tiene en primer lugar la producción agropecuaria, así:
Agricultura
cultivos de caña, café, cítricos, fríjol, maíz, tabaco, plátano, yuca, tomate, arveja, pimentón, habichuela; así como la mayoría de hortalizas, legumbres, plantas aromáticas y medicinales entre otros cultivos.
Ganadería
- En bovinos se cuenta con razas cebú, beefmaster, pardo suizo, holstein, chino santandereano, simmental, normando y cruces importantes con animales criollos. La Feria del Socorro(comercial en mayo, exposición en noviembre) ha sido tan importante y afamada que durante el siglo XX propició que el Municipio fuese reconocido como el "Primer centro cebuista del oriente colombiano".
- En porcicultura existen las razas landrace, york, pietrain y durock.
- En capricultura razas nubiana, alpina, togenburd y criollas.
- En piscicultura con mojarra, cachama, tilapia, bocachico.
- En avicultura con pollo de engorde y gallinas ponedoras.
- En apicultura se cuenta con cruces africanizados con buenas condiciones de flora para producción de miel, cera, polen, propóleos, jalea real y otros subproductos.
- De igual manera se cuenta con caballos de paso fino y equinos de buena calidad.

## Educación
Socorro cuenta con diversos institutos educativos, entre los cuales se destacan:
Educación básica y media
- Colegio Universitario Socorro (CUS).

Fundado en 1826 por el general Francisco de Paula Santander
- Instituto Técnico Industrial Monseñor Carlos Ardila García (ITIS)
- Colegio Avelina Moreno
- Colegio Liceo Santa Teresita. Fundado por la señora Rafaela Alfonzo Torres en el año de 1948.
- Colegio la Buena Semilla
- Colegio Siglo XXI
- Colegio de la Presentación
- Colegio Militar General Santander

Educación rural
- Centro Educativo Luchadero (preescolar y básica primaria)
- Centro Educativo Verdín (preescolar y básica primaria)
- Colegio Alberto Santos Buitrago Modalidad Agropecuaria
- Colegio Guillermo Suárez Díaz Modalidad Académica
- Colegio Nuestra Señora de Páez

Educación superior
El municipio cuenta con sedes de dos instituciones de educación superior, a donde llegan estudiantes de muchas regiones de país.
- Universidad Industrial de Santander

- Universidad Libre de Colombia

## Turismo

### Sitios turísticos
En la ciudad
Tiene diversos lugares para visitar, entre los más relevantes:
- Centro histórico:declarado Monumento Nacional.
- Casa de la Cultura: Fundada en 1954 por el historiador Horacio Rodríguez Plata.
- Basílica Nuestra Señora del Socorro: Estilo Bastarda-itálico-toscano del Renacimiento. Su construcción se inició en 1873 bajo la dirección de Bonifacio Vargas e Ignacio Martínez. Desde el 16 de junio de 2015, fue elevada la catedral a la dignidad de Basílica Menor por el Vaticano.[17]
- El río Suárez que atrae aficionados y profesionales del canotaje.
- Quinta Fominaya: Casona de estilo arquitectónico arabesco, construida como fortín militar para albergar al teniente coronel Antonio Fominaya, jefe de las fuerzas españolas al mando del pacificador Pablo Morillo.
- Hacienda Majavita: Propiedad del Conde de Cuchicute (José María Rueda y Gómez), quien ordenó que lo sepultaran de pie, por lo que allí se encuentra un obelisco que simboliza su deseo. Actualmente funciona una sede de la Universidad Libre.
- Parque de la Independencia: Escenario de la Insurrección de los Comuneros. Allí fue fusilada Antonia Santos, prócer de la Independencia.
- Casa Natal del canónigo Andrés María Rosillo y Meruelo. Figura importantísima en los sucesos del 10 y 20 de julio de 1810 en Socorro y Santafé. Fue la única persona que, sin éxito en la historia colombiana, trató de separar la Iglesia católica granadina de la autoridad papal de Roma, a semejanza de lo ocurrido en Inglaterra en el siglo XVI.
- Casa de Berbeo. Lugar de habitación del comandante general de los Comuneros Francisco Berbeo durante los acontecimientos de 1781.
- Casa del Primer Alférez Real de Socorro y sede del Primer cabildo de la Región.
- Convento de San Juan Bautista de la Orden de los Hermanos Menores Capuchinos. Fue el primer convento capuchino fundado en América y lugar de proclamación de la independencia del Estado Libre e Independiente de Socorro el 10 de julio de 1810.
- Hijuelas en la Antigua calle de los Cuarteles que indican la distancia en leguas castellanas entre el puerto de Botijas sobre el río Lebrija al Norte, y la distancia con Santafé al Sur.
- Panteón Nacional de Próceres. (Impropiamente llamado por los locales Capilla del Divino Niño).
- Monasterio Concepcionista. En el siglo XIX funcionaron allí los talleres de impresión de los más importantes diarios de la época.

En la zona rural
En las inmediaciones, el municipio cuenta con varios lugares para visitar, destacan:
- Puente Comuneros, declarado Monumento Nacional.
- Puente Bolívar.
- Puente Sardinas.
- Sitio del Oratorio. Lugar donde se defendió la legitimidad del Estado de Santander frente a las tropas que comandaba el presidente de la República Mariano Ospina Rodríguez en 1860, y que precipitó tanto su caída a manos de Tomás Cipriano de Mosquera, como la convocatoria de delegados que terminarían por redactando la Constitución de 1863.
- Hacienda La Peña. En este sitio tuvo origen la última gran guerra civil del siglo XIX, denominada guerra de los Mil Días.
- Santuario de fauna y flora Guanentá Alto Río Fonce.

## Personajes ilustres
En el municipio de El Socorro han nacido personajes como Manuela Beltrán, José Antonio Galán, Isidro Alcantuz, Salvador Plata, Juan Francisco Berbeo, Antonia Santos, Carlos Alberto Plata, Jose Morales, Oscar Rodriguez Naranjo, entre otros.  